# Шавушка
Шаушка, Шауша, Шавушка — хурритська богиня родючості, війни та зцілення, пізніше також прийнята в пантеон хетів.
Через війну шлюбу хетського царя Хаттусили III (1420-1400 до н. е.) з Пудухепою, дочкою верховного жерця Шавушки, ця богиня стала також богинею-покровителькою царя, у зв'язку з чим і згадують її тексти.

## Зображення
У хурритській іконографії (відбитки печаток) типовий образ Шавушки — жінка, що оголює себе, розорюючи покривало.
У хетській іконографії вона зображується у вигляді жінки з крилами, що стоїть разом із левом у супроводі двох супутників. За своїм статусом була еквівалентна месопотамській богині Іштар і іноді ототожнюється з нею в записах хетським клинописом.

## Культ
Культовим центром був храм Лавацантія в Кіццувадні.
Тексти описують Шавушку як подібну Іштар — богиню з неоднозначною репутацією, яка сприяє подружньому коханню, проте часом може перетворювати кохання на небезпечне випробування. Рельєфи в Язилик зображують богиню двічі: на одному вона зображена разом з чоловічими божествами, а на іншому — разом з богинями. Згідно з хетськими текстами, вона одягається як чоловік і як жінка, має такі типово чоловічі атрибути, як сокира та інше озброєння, що ряд дослідників інтерпретували в ключі її андрогінності.
Від імені Шавушки, на думку біблеїста Л. Неселовскі-Спано, відбувається ім'я біблійної героїні хетського походження Бат-Шуа / Бат-Шеба (Ветсавія), пізніше переосмислене євреями в рамках єврейської етимології як «дочка клятви».